# Crystal Shawanda
Crystal Shawanda (Wiikwemkoong, 26 luglio 1983) è una cantante canadese.

## Biografia
Nata nella riserva nativa americana di Wiikwemkoong sull'isola Manitoulin, nell'Ontario, Crystal Shawanda è salita alla ribalta nel 2008 con il suo singolo di debutto You Can Let Go, che ha raggiunto la 60ª posizione nella Billboard Canadian Hot 100 e la 21ª nella classifica country statunitense. Il suo album di debutto Dawn of a New Day (il suo cognome significa "l'alba di un nuovo giorno" nella sua lingua nativa) è uscito nell'agosto del 2008 e si è piazzato 81º nella Billboard 200 statunitense. Il successo del disco le ha fruttato tre statuette agli Aboriginal Peoples Choice Awards e cinque vittorie ai Canadian Aboriginal Music Awards. La Canadian Country Music Association l'ha eletta artista femminile dell'anno nel 2009, mentre ai Juno Awards 2009, il principale riconoscimento musicale canadese, è stata in lizza per i premi al miglior artista esordiente e all'album country dell'anno. La cantante ha continuato a riscuotere successo in Canada anche con i successivi album; in particolare, Just Like You ha vinto il premio per l'album nativo americano dell'anno ai Juno Awards 2013.

## Discografia

### Album in studio
- 2008 – Dawn of a New Day
- 2009 – I'll Be Home for Christmas
- 2012 – Just Like You
- 2014 – The Whole World's Got the Blues
- 2016 – Fish Out of Water
- 2017 – Voodoo Woman
- 2020 – Church House Blues
- 2022 – Midnight Blues

### Singoli
- 2008 – You Can Let Go
- 2008 – What Do I Have to Do
- 2008 – My Roots Are Showing
- 2009 – Dawn of a New Day
- 2009 – Try
- 2010 – Beautiful Day
- 2010 – Fight for Me
- 2011 – This Fever
- 2011 – Love Enough
- 2012 – Closer
- 2012 – Down on Broadway
- 2012 – Chains
- 2013 – Someone Who Loves You
- 2015 – Come Back This Christmas
- 2016 – Laid Back
- 2018 – Wang Dang Doodle/Smokestack Lightning
- 2020 – When It Comes to Love

#### Come featuring
- 2009 – In Your Arms Again (George Canyon feat. Crystal Shawanda)